# Station Biała Podlaska Rozrządowa
Station Biała Podlaska Rozrządowa is een spoorwegstation in de Poolse plaats Biała Podlaska.